# Pyrometrie
Pyrometrie bedeutet berührungsfreie Temperaturmessung.
Mit Hilfe des Stefan-Boltzmannschen Gesetzes kann man die Oberflächentemperatur eines heißen Körpers bestimmen, indem man die von ihm ausgehende Strahlung misst. So lässt sich z. B. die Temperatur von geschmolzenem Metall berührungsfrei messen oder die Oberflächentemperatur der Sonne bestimmen.
Messgeräte, die nach diesem Prinzip arbeiten, sind Pyrometer, Pyranometer und Pyrheliometer.